# Sitarganj
Sitarganj es una ciudad  y  municipio situada en el distrito de Udham Singh Nagar,  en el estado de Uttarakhand (India). Su población es de 29965 habitantes (2011). 

## Demografía
Según el censo de 2011 la población de Sitarganj era de 29965 habitantes, de los cuales 15623 eran hombres y 14342 eran mujeres. Sitarganj tiene una tasa media de alfabetización del 74,07%, inferior a la media estatal del 78,82%: la alfabetización masculina es del 80,31%, y la alfabetización femenina del 67,33%.